# SN 2010C
SN 2010C – supernowa nieznanego typu odkryta 10 stycznia 2010 roku w galaktyce NGC 3428. W momencie odkrycia miała maksymalną jasność 18,80m.